# Savina (Alts Alps)
Savina (en francès Savines-le-Lac) és un municipi francès situat al departament dels Alts Alps i a la regió de Provença – Alps – Costa Blava.

## Demografia
| 1841                                       | 1962 | 1968 | 1975 | 1982 | 1990 | 1999 | 2006  | 2016  |
| ------------------------------------------ | ---- | ---- | ---- | ---- | ---- | ---- | ----- | ----- |
| 1155                                       | 408  | 589  | 663  | 790  | 759  | 815  | 1.061 | 1.057 |
| Des de 1962: població sense dobles comptes |      |      |      |      |      |      |       |       |

## Administració
| Període   | Identitat        | Partit |
| --------- | ---------------- | ------ |
| 1971-1983 | André Soubsol    |        |
| 1983-1995 | Léon Silve       |        |
| 1995-2008 | Pierre Teissier  |        |
| 2008-     | Victor Bérenguel | UMP    |

## Agermanaments
- Luserna San Giovanni